# Wolfgang Lauter

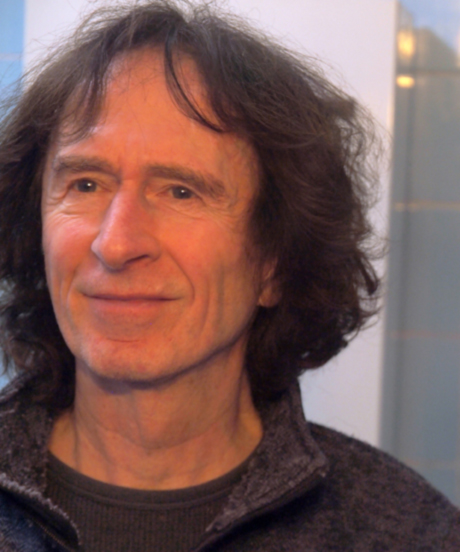
Wolfgang Lauter, Foto 2021

Wolfgang Lauter (* 22. Mai 1946 in München) ist ein deutscher Grafikdesigner, Fotograf, Künstler und Musiker.

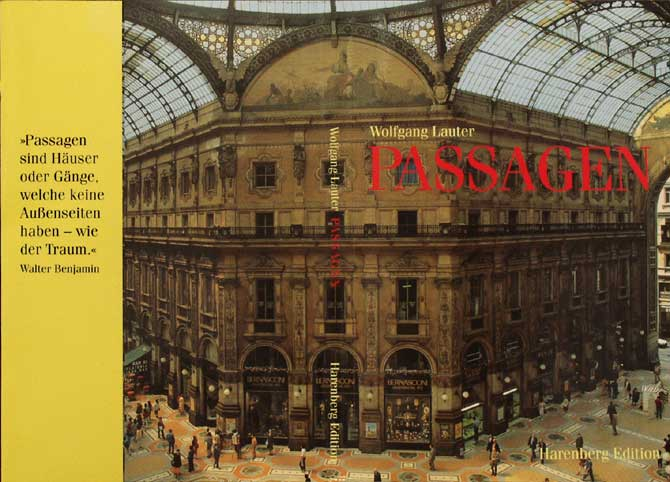
Fotoband: Passagen, 1996

Demütigung, 2020, Print auf Leinwand, 75 × 100 cm

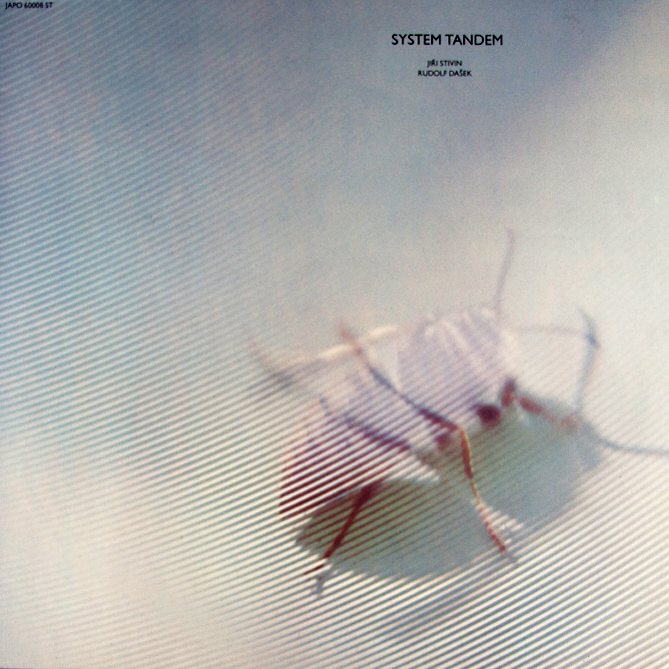
Foto für Schallplattencover, 1974

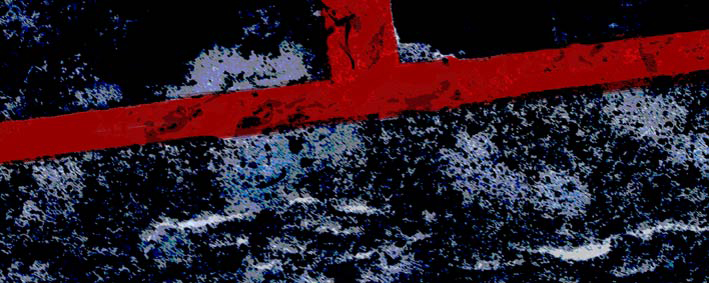
Photopainting: Coastcross, 2010

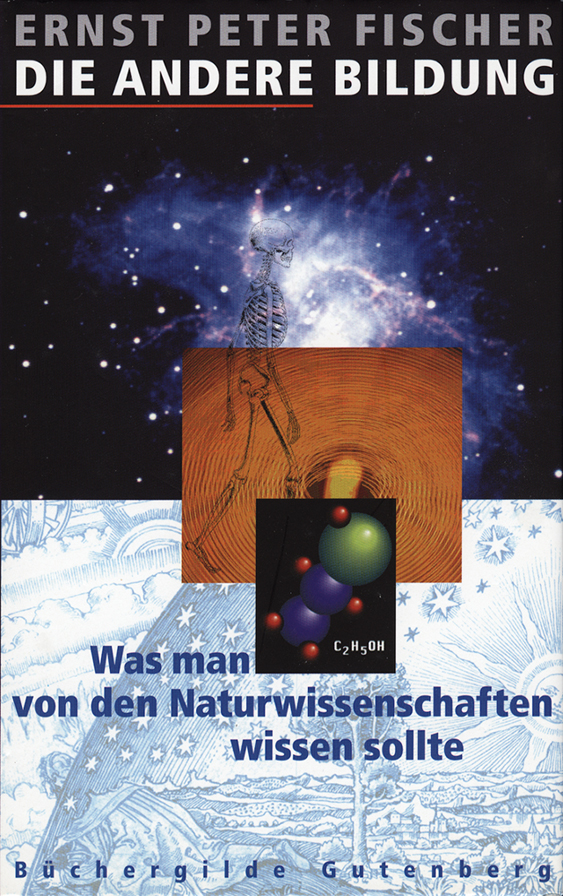
Buchumschlaggestaltung für Büchergilde Gutenberg, 2002

## Leben
Lauter besuchte das humanistische Karlsgymnasium München-Pasing bis zur Unterprima, absolvierte dann – unterbrochen von einem Lehrgang an der Buchhändlerschule in Frankfurt – eine Verlagsbuchhändlerlehre im Callwey Verlag München, wo er 1968 als verantwortlicher Hersteller in die Redaktion der Architekturzeitschrift Baumeister übernommen wurde. Von 1969 bis 1972 studierte er Grafikdesign am U5 in München und anschließend freie Malerei und Grafik an der Akademie der Bildenden Künste München bei Professor Karl Fred Dahmen (Diplom 1978). Mitstudenten dort u. a. Günther Förg, Wolfgang Flatz, Hans Schnell und Dieter Breitschwerdt. Als freier Grafik-Designer gestaltete er vorwiegend Buchcover für namhafte Verlage (Athenäum, Bertelsmann, Büchergilde Gutenberg, Desch, Deutsche Buchgemeinschaft, Droemer Knaur, Econ, Heyne, List, Marion von Schröder, Piper, Süddeutscher Verlag u. a.), als Fotograf legte er bisher 21 Buchveröffentlichungen vor, die sich überwiegend dem Thema Architektur und dem literarischen Fotoessay zuordnen lassen. Fünf seiner Titel erschienen als Lizenzausgaben in Belgien, Frankreich und Italien. 
Seinem Faible für Katzen geschuldet sind zahlreiche Fotoarbeiten in Schwarz-Weiß für den Verlag Schöffling & Co. (u. a. in »Das große Katzenlexikon« oder im »Literarischen Katzenkalender«). Als Künstler beschäftigt sich Lauter mit „Photopaintings“ und „Typo- bzw. Textbildern“. Letztere, der Konkreten Kunst und partiell der Konkreten Poesie zuzurechnende Arbeiten wurden u. a. in München im Kunstverein und im Rathaus ausgestellt. Seinen großformatigen Arbeiten wird abseits ihrer Lesbarkeit eine gewisse Monumentalität und souveräne Zeichenhaftigkeit attestiert. Die Süddeutsche Zeitung schrieb 2020: »Er macht typografische Kunst, die seinen Witz und Geist und die Liebe zum Wort zusammenbringt.«
Lauter ist seit 1965 Schlagzeuger der Beatstones und zeichnet für den Titel »I hau ab« auf der 1984 erschienenen Single der bis heute aktiven Münchner Band verantwortlich.

## Werke (Auszug)
- »Tür und Tor« Zwischen drinnen und draußen, Nachwort von Lore Ditzen, Dortmund 1980
- »Katzen-Flohmarkt« Frankfurt 1981
- »Fenster« Einblicke und Ausblicke, Nachwort von Kyra Stromberg, Dortmund 1981
- »Zäune und Mauern« Wo die eigene Welt anfängt, Nachwort von Kyra Stromberg, Dortmund 1983
- »Treppen«, Nachwort von Kyra Stromberg, Dortmund 1984
- »Ladeneingänge«, Dortmund 1985
- »Dächer und Giebel«, Nachwort von Kyra Stromberg, Dortmund 1985
- »Balkone« Freiräume unter´m Himmel, Dortmund 1986
- »Licht«, Nachwort von René Zey, Dortmund 1986
- »Das Leben der Bäume«, Einleitung von Hildegunde Wöller, Dortmund 1987
- »Engel« Begegnungen mit himmlischen Wesen, mit einer Erzählung von Paulus Hochgatterer, Dortmund 1987
- »Schrebergärten« Gärten zu Nutz und Frommen – Poesie zwischen Karotten und Kürbis, Rasen und Rosen, Vorwort von Mathias Jung, Hamm 1987
- »München leuchtet«, Dortmund 1988
- »Ruheplätze« Einladung zum Ausspannen, Einleitung von Aysim C. Woltmann, Dortmund 1991
- »Stille Wasser«, Einführung von Hildegunde Wöller, Dortmund 1992
- »München«, Harenberg Postkartenkalender 1994, 53 Photographien, Dortmund 1993
- »München«, Großbildband (Text: Wolfgang Johannes Bekh), München 1995
- »Passagen« Großpaperback, mit einem Essay von Manfred Sack, Dortmund 1996
- »Lauter Typobilder«, Jahreskalender, München 2010 – 2025[2][3][4]

## Gemeinschaftsarbeiten
- Ludwig Thoma »Mein Bayernland« – Fotos: Wolfgang Lauter. Piper Verlag, München 1985
- Susanne Lücke »Viktualienmarkt« – Fotos: Wolfgang Lauter. Verlag W. Ludwig, München 1991
- Alfons Schweiggert »Winter- und Weihnachtsgeister in Bayern« – Fotos: Wolfgang Lauter. Verlagsanstalt »Bayerland«, Dachau 1996
- Eugen Skasa-Weiß »Die Kunst zu schnurren« – Fotos: Wolfgang Lauter. Schöffling & Co., Frankfurt 1998 und Piper Verlag, München 2000
- Alexander Langheiter »Der Alte Südfriedhof in München« – Fotos: Wolfgang Lauter. MünchenVerlag , München 2009

## Ausstellungsbeteiligungen
- Kunstverein München 1973
- Sportfilmtage Oberhausen 1973
- Akademie der Bildenden Künste, München 1978
- Galerie am Main, Würzburg 1981
- Rathaus-Kassenhalle, München 1982
- Deutscher Werkbund, München, 1983
- Galleria d´Arte Mediterraneo, Torchiara (Italien) 1995
- Betten & Resch, Fünf Höfe, München 2002
- Kulturring im Gerberhaus, Idstein 2012
- Große Kunstausstellung Wasserburg 2013–2017
- Große Kunstausstellung Wasserburg 2019–2021
- Weihnachtsausstellung BBK München 2019
- Galerie der Künstler, München 2022
- Große Kunstausstellung Wasserburg 2023
- RELAX, BBK München 2023
- Mitbringen.Mitnehmen, BBK München 2024